# Inderøy
Inderøy is een gemeente in de Noorse provincie Trøndelag. De oude gemeente telde 6800 inwoners in januari 2017. De gemeente werd in 2012 uitgebreid doordat de voormalige gemeente Mosvik bij Inderøy werd gevoegd.

## Plaatsen in de gemeente
- Gangstadhaugen
- Hylla
- Røra Stasjon
- Sakshaug
- Småland
- Straumen

Åfjord · Flatanger · Frosta · Frøya · Grong · Heim · Hitra · Holtålen · Høylandet · Inderøy · Indre Fosen · Leka · Levanger · Lierne · Malvik ·  Melhus · Meråker · Midtre Gauldal · Nærøysund · Namsos · Namsskogan · Oppdal · Orkland · Ørland · Osen · Overhalla · Rennebu · Rindal · Røros · Røyrvik · Selbu · Skaun · Snåsa · Steinkjer · Stjørdal · Trondheim · Tydal · Verdal

Fylker van Noorwegen